# Ciclismo en los Juegos Olímpicos de Atenas 2004
El ciclismo en los Juegos Olímpicos de Atenas 2004 se realizó en tres instalaciones de la ciudad de Atenas, entre el 14 y el 24 de agosto de 2004.
En total se disputaron en este deporte 18 pruebas diferentes (11 en la categoría masculina y 7 en la femenina), repartidas en tres disciplinas ciclistas: 4 pruebas de ruta, 12 de pista y 2 de montaña. El programa de competiciones se mantuvo sin cambios, como en la edición pasada.
España consiguió cinco medallas, tres de plata (José Escuredo en keirin, Joan Llaneras en puntuación y José Antonio Hermida en campo a través) y dos de bronce (Sergi Escobar en persecución individual y el propio Escobar, Carlos Castaño, Asier Maeztu y Carlos Torrent en persecución por equipos). Además, se obtuvieron diplomas olímpicos en madison (Miquel Alzamora y Joan Llaneras, sexto), velocidad por equipos (José Antonio Escuredo, Salvador Meliá y José Antonio Villanueva, séptimo), puntuación femenina (Gema Pascual, séptima), ruta femenina (Joane Somarriba, séptima) y ruta contrarreloj femenina (Joane Somarriba, séptima).
También lograron medalla México y Colombia, plata y bronce en puntuación femenina gracias a Belem Guerrero y María Luisa Calle, respectivamente. Además, obtuvieron diploma olímpico los argentinos Juan Curuchet y Walter Pérez en madison (octavo), el colombiano Santiago Botero en ruta contrarreloj (octavo), la mexicana Nancy Contreras Reyes en 500 m contrarreloj (octava) y la venezolana Daniela Larreal en velocidad (octava).
Se batieron tres récords mundiales: en persecución por equipos, Australia (conseguido en las mangas de clasificación); en 500 m contrarreloj, Anna Meares; y en persecución individual, Sarah Ulmer. Además, se rebajaron las plusmarcas olímpicas de kilómetro contrarreloj (Chris Hoy) y de persecución individual (Bradley Wiggins en las mangas de clasificación).

## Sedes
- Ciclismo en ruta – Circuitos en Atenas y alrededores: con salida y llegada en la plaza de Kotsiá para las pruebas de ruta, y salida y llegada en el Centro Olímpico Vuliagmeni para las de contrarreloj
- Ciclismo en pista – Velódromo Olímpico
- Ciclismo de montaña – Circuito Olímpico de Ciclismo de Montaña de Parnitha (Parnés)

## Medallistas

### Ciclismo en ruta

#### Masculino
| Evento                      | Oro                                   | Plata                                     | Bronce                                |
| --------------------------- | ------------------------------------- | ----------------------------------------- | ------------------------------------- |
| Ruta (14 de agosto)         | Paolo Bettini · Italia · 5:41:44      | Sérgio Paulinho · Portugal · 5:41:45      | Axel Merckx · Bélgica · 5:41:52       |
| Contrarreloj (18 de agosto) | Viacheslav Yekimov · Rusia · 57:50,58 | Robert Julich · Estados Unidos · 57:58,19 | Michael Rogers · Australia · 58:51,67 |

#### Femenino
| Evento                      | Oro                                                     | Plata                                           | Bronce                            |
| --------------------------- | ------------------------------------------------------- | ----------------------------------------------- | --------------------------------- |
| Ruta (15 de agosto)         | Sara Carrigan · Australia · 3:24:24                     | Judith Arndt · Alemania · 3:24:31               | Olga Sliusareva · Rusia · 3:25:03 |
| Contrarreloj (18 de agosto) | Leontien Zijlaard-van Moorsel · Países Bajos · 31:11,53 | Deirdre Demet-Barry · Estados Unidos · 31:35,62 | Karin Thürig · Suiza · 31:54,89   |

### Ciclismo en pista

#### Masculino
| Evento                                 | Oro | Plata | Bronce                                                                             |
| -------------------------------------- | --- | --- | ---------------------------------------------------------------------------------- |
| Velocidad individual (24 de agosto)    | Ryan Bayley · Australia                                                                                                  | Theo Bos · Países Bajos                                                                                                 | René Wolff · Alemania                                                              |
| Velocidad por equipos (21 de agosto)   | Jens Fiedler · Stefan Nimke · René Wolff · Alemania · 43,980                                                             | Toshiaki Fushimi · Masaki Inoue · Tomohiro Nagatsuka · Japón · 44,246                                                   | Mickaël Bourgain · Laurent Gané · Arnaud Tournant · Francia · 44,359               |
| Persecución individual (21 de agosto)  | Bradley Wiggins · Reino Unido · 4:16,304                                                                                 | Bradley McGee · Australia · 4:20,436                                                                                    | Sergi Escobar · España · 4:17,947                                                  |
| Persecución por equipos (23 de agosto) | Graeme Brown · Brett Lancaster · Bradley McGee · Luke Roberts · Peter Dawson · Stephen Wooldridge · Australia · 3:58,233 | Stephen Cummings · Robert Hayles · Paul Manning · Bradley Wiggins · Chris Newton · Bryan Steel · Reino Unido · 4:01,760 | Carlos Castaño · Sergi Escobar · Asier Maeztu · Carlos Torrent · España · 4:05,523 |
| 1 km contrarreloj (20 de agosto)       | Chris Hoy · Reino Unido · 1:00,711 RO                                                                                    | Arnaud Tournant · Francia · 1:00,896                                                                                    | Stefan Nimke · Alemania · 1:01,186                                                 |
| Carrera por puntos (24 de agosto)      | Mijail Ignatiev · Rusia · 93 pts.                                                                                        | Joan Llaneras · España · 82 pts.                                                                                        | Guido Fulst · Alemania · 79 pts.                                                   |
| Keirin (25 de agosto)                  | Ryan Bayley · Australia                                                                                                  | José Antonio Escuredo · España                                                                                          | Shane Kelly · Australia                                                            |
| Madison (25 de agosto)                 | Graeme Brown · Stuart O'Grady · Australia · 22 pts.                                                                      | Franco Marvulli · Bruno Risi · Suiza · 15 pts.                                                                          | Robert Hayles · Bradley Wiggins · Reino Unido · 12 pts.                            |

#### Femenino
| Evento                                | Oro                                       | Plata                                            | Bronce                                                  |
| ------------------------------------- | ----------------------------------------- | ------------------------------------------------ | ------------------------------------------------------- |
| Velocidad individual (24 de agosto)   | Lori-Ann Muenzer · Canadá                 | Tamila Abasova · Rusia                           | Anna Meares · Australia                                 |
| Persecución individual (22 de agosto) | Sarah Ulmer · Nueva Zelanda · 3:24,537 RM | Katie Mactier · Australia · 3:27,650             | Leontien Zijlaard-van Moorsel · Países Bajos · 3:27,037 |
| 500 m contrarreloj (20 de agosto)     | Anna Meares · Australia · 33,952 RM       | Jiang Yonghua · República Popular China · 34,112 | Natalia Tsylinskaya · Bielorrusia · 34,167              |
| Carrera por puntos (25 de agosto)     | Olga Sliusareva · Rusia · 20 pts.         | Belem Guerrero Méndez · México · 14 pts.         | María Luisa Calle · Colombia · 12 pts.                  |

### Ciclismo de montaña
| Evento                                  | Oro                                 | Plata                                   | Bronce                                  |
| --------------------------------------- | ----------------------------------- | --------------------------------------- | --------------------------------------- |
| Campo a través masculino (28 de agosto) | Julien Absalon · Francia · 2.15:02  | José Antonio Hermida · España · 2:16:02 | Bart Brentjens · Países Bajos · 2:17:05 |
| Campo a través femenino (27 de agosto)  | Gunn-Rita Dahle · Noruega · 1:56:51 | Marie-Hélène Prémont · Canadá · 1:57:50 | Sabine Spitz · Alemania · 1:59:21       |

## Medallero
| Núm. | País                    | Oro | Plata | Bronce | Total |
| ---- | ----------------------- | --- | ----- | ------ | ----- |
| 1    | Australia               | 6   | 2     | 3      | 11    |
| 2    | Rusia                   | 3   | 1     | 1      | 5     |
| 3    | Reino Unido             | 2   | 1     | 1      | 4     |
| 4    | Alemania                | 1   | 1     | 4      | 6     |
| 5    | Países Bajos            | 1   | 1     | 2      | 4     |
| 6    | Francia                 | 1   | 1     | 1      | 3     |
| 7    | Canadá                  | 1   | 1     | 0      | 2     |
| 8    | Italia                  | 1   | 0     | 0      | 1     |
| 8    | Noruega                 | 1   | 0     | 0      | 1     |
| 8    | Nueva Zelanda           | 1   | 0     | 0      | 1     |
| 11   | España                  | 0   | 3     | 2      | 5     |
| 12   | Estados Unidos          | 0   | 2     | 0      | 2     |
| 13   | Suiza                   | 0   | 1     | 1      | 2     |
| 14   | República Popular China | 0   | 1     | 0      | 1     |
| 14   | Japón                   | 0   | 1     | 0      | 1     |
| 14   | México                  | 0   | 1     | 0      | 1     |
| 14   | Portugal                | 0   | 1     | 0      | 1     |
| 18   | Bélgica                 | 0   | 0     | 1      | 1     |
| 18   | Bielorrusia             | 0   | 0     | 1      | 1     |
| 18   | Colombia                | 0   | 0     | 1      | 1     |
|      | TOTAL                   | 18  | 18    | 18     | 54    |